# Stylidium luteum
Stylidium luteum är en tvåhjärtbladig växtart som beskrevs av Robert Brown. Stylidium luteum ingår i släktet Stylidium och familjen Stylidiaceae. Inga underarter finns listade i Catalogue of Life.